# Trevante Rhodes
Trevante Rhodes (Ponchatoula, Louisiana, 1990. február 10. –) amerikai filmszínész, korábban futó és atléta. 
Nevét az Oscar-díjon túl számos más díjjal is kitüntetett Holdfény című film tette világhírűvé, amelyben ő játszotta Chiron (Feka) szerepét.

## Fiatalkora
Rhodes a Louisiana állambeli Ponchatoulában született, majd tízéves korában a texasi Little Elm városba költözött. Az ottani középiskola amerikaifutball-csapatában running back pozícióban játszott. Középiskolai évei során többször is kitüntették úgy a futballban mint az atlétikában nyújtott teljesítményéért. Futóként főleg 100 és 200 méteres távon versenyzett. Sportpályafutásának egy futballpályán elszenvedett ínszalagszakadás vetett véget, de ennek ellenére atlétikai ösztöndíjat kapott a University of Texas at Austin egyetemen. 2008-tól 2012-ig a Texas Longhorns színeiben rövidtávfutóként versenyzett. A Port of Spainben rendezett 2009. évi Pánamerikai Ifjúsági Atlétikai Bajnokságon aranyérmet nyert 4×100 méteres váltófutásban  az Amerikai Egyesült Államok csapata tagjaként.

## Pályafutás

### Kezdetek
Trevante Rhodes elmondása szerint filmes pályafutása úgy kezdődött, hogy még Texasban egy nap félmeztelenül futott az egyetem parkjában, ahol megállította egy filmes szakember, aki Nicolas Cage filmjéhez keresett szereplőket és szerepet ajánlott neki.
Bár ezt a szerepet végül nem kapta meg, viszont az egyetem elvégzése után Rhodes Los Angelesbe költözött és szinte azonnal szerepet kapott Nacho Vigalondo 2014-es Open Windows című filmjében, amelyben együtt játszott Elijah Wooddal.
Ezt követően tévésorozatokban kapott kisebb szerepeket. Ő játszotta Ramsey Walters szerepét az OWN csatornán futó If Loving You Is Wrong szappanoperában. Szerepelt a FOX csatorna Gang Related és az HBO Westworld sorozatának epizódjaiban is.
Játszott Terrence Malick Daltól dalig (Song to Song) című filmjében, bár több más szereplő mellett a vele forgatott jeleneteket is később kihagyták a filmből.
Szerepelt Eddie O'Keefe 2016-ban forgatott A király megölése (Shangri-La Suite) és a 2015-ben Dave Hill és Matt Jones közös rendezésében készült The Night Is Young című mozifilmben.

### Holdfény
Rhodes számára a nagy áttörést Barry Jenkins 2016-ban rendezett Holdfény című Oscar-díjas filmje jelentette. A sok más díjjal is kitüntetett filmben Rhodes játssza a felnőtt Chiron szerepét, egy fiatal, meleg fekete férfit, aki keresi önmagát és helyét a világban.
2017. februárjában Rhodes megjelent Calvin Klein tavaszi fehérnemű kampányában a Holdfény több más szereplőjével, Mahershala Alival, Ashton Sandersszel és Alex Hibberttel együtt.
2017. januárjában csatlakozott a most készülő The Predator című film szereplőgárdájához. A film bemutatója 2018-ban várható.

## Filmográfia

### Film
| Év   | Magyar cím            | Eredeti cím                          | Szerep                 | Magyar hang            |
| ---- | --------------------- | ------------------------------------ | ---------------------- | ---------------------- |
| 2012 |                       | I Came Back (rövidfilm)              | Dr. Peter Montgomery   |                        |
| 2014 |                       | Open Windows                         | Brian                  |                        |
| 2015 |                       | The Night Is Young                   | George                 |                        |
| 2016 |                       | Lady Luck                            | Daryl                  |                        |
| 2016 | A király megölése     | Shangri-La Suite                     | Mike                   |                        |
| 2016 | Holdfény              | Moonlight                            | Chiron                 |                        |
| 2017 |                       | Burning Sands                        | Fernander              |                        |
| 2017 | Daltól dalig          | Song to Song                         | TR (törölt jelenet)    |                        |
| 2017 |                       | Smartass                             | Mike C                 |                        |
| 2018 | 12 katona             | 12 Strong                            | Ben Milo törzsőrmester | Horváth-Töreki Gergely |
| 2018 | Predator – A ragadozó | The Predator                         | Nebraska Williams      | Varga Gábor            |
| 2018 | Madarak a dobozban    | Bird Box                             | Tom                    |                        |
| 2021 |                       | The United States vs. Billie Holiday | Jimmy Fletcher         |                        |
| 2022 |                       | Bruiser                              | Porter                 |                        |
| 2023 | Karácsonyi fénytusa   | Candy Cane Lane                      | Tre                    | Orosz Gergely          |
| 2024 | Mea Culpa             | Mea Culpa                            | Zyair Malloy           | Patkós Márton          |

### Televízió
| Év        | Cím                    | Szerep         | Megjegyzések                              |
| --------- | ---------------------- | -------------- | ----------------------------------------- |
| 2014      | Gang Related           | fiatal férfi   | 1 epizód                                  |
| 2015–2016 | If Loving You Is Wrong | Ramsey Walters | visszatérő szereplő 1–2. évad (12 epizód) |
| 2016      | Westworld              | agglegény      | 1 epizód                                  |
| 2022      | Mike                   | Mike Tyson     | főszereplő és vezető producer             |

## Díjak és nevezések
Trevante Rhodesot a Holdfényben nyújtott alakításáért az alábbi díjakara jelölték:
Chicago Film Critics Associaton 2016
- Legjobb férfi mellékszereplő (jelölés)
- A legígéretesebb színész (jelölés)

Detroit Film Critics Society
- A legjobb áttörés (jelölés)

Austin Film Critics Association Awards 2016
- Legjobb férfi mellékszereplő (jelölés)
- A legjobb áttörés (jelölés)

Dorian Awards
- Az év férfi filmszínésze (jelölés)

48th NAACP Image Awards
- Legjobb férfi mellékszereplő (jelölés)

Black Reel Awards of 2017
- A legátütőbb férfi alakítás (nyert)

## Fordítás
- Ez a szócikk részben vagy egészben  a   Trevante Rhodes című angol Wikipédia-szócikk ezen változatának fordításán alapul.  Az eredeti cikk szerkesztőit annak laptörténete sorolja fel. Ez a jelzés csupán a megfogalmazás eredetét és a szerzői jogokat jelzi, nem szolgál a cikkben szereplő információk forrásmegjelöléseként.